# La dirección de tu suerte
La dirección de tu suerte es el título del segundo álbum de estudio de la cantautora española Miriam Rodríguez. Fue lanzado el 3 de abril de 2020 y contiene un total de diez canciones. Este álbum se ha grabado entre Madrid, Londres y México donde ha podido colaborar con Nick Atkinson y Ed Holloway, productores de Lewis Capaldi o Armando Ávila entre otros.

## Antecedentes
El 21 de febrero de 2020 se publicó «Desperté», como primer sencillo del segundo álbum de estudio de la cantante. Así mismo se lanzó un sencillo promocional «No sé quién soy» publicado el 13 de marzo de 2020. El segundo sencillo oficial del disco, “No vuelvas”, se publicó el 9 de julio de 2020, con el presentador y cómico Dani Martínez como protagonista junto a la cantante.
Finalmente, el álbum  vio la luz del 3 de abril de 2020 de forma digital, debido a la pandemia por coronavirus, obteniendo el número 1 en descargas digitales en España. El formato físico fue lanzado el 16 de octubre de 2020.
Entre el 16 y el 26 de octubre, la cantante recorrió algunas ciudades de España con las firmas de discos de «La dirección de tu suerte». Algunas de estas ciudades fueron La Coruña, Sevilla, Oviedo, Málaga, Barcelona o Valencia.
En un principio, se tenía planeado que la gira de conciertos Tour La dirección de tu suerte recorriera España en 11 conciertos confirmados, comenzando el 2 de mayo de 2020. Sin embargo, debido a la Pandemia de COVID-19 en España, la fecha de inicio de la gira fue atrasada al 30 de mayo y, más tarde, al 9 de enero de 2021. Actualmente, la gira de conciertos se encuentra cancelada a excepción de dos recintos: el 5 de marzo de 2021 en Valencia y el 30 de abril de 2021 en Barcelona, aunque no se descarta que estas fechas puedan ser también canceladas.
El 26 de noviembre de 2020 se lanza como single oficial el tema «Dos extraños en la ciudad» acompañado de un videoclip en la plataforma Vevo.

## Promoción

### Sencillos
«Desperté» es el primer sencillo del álbum, lanzado el 21 de febrero de 2020.
«No vuelvas» es el segundo sencillo del álbum, lanzado el 3 de abril de 2020, junto con el álbum.
«Dos extraños en la ciudad» es el tercer y último sencillo del álbum, lanzado el 26 de noviembre de 2020.
Sencillos promocionales
«No sé quién soy» es el primer y único sencillo promocional del álbum, lanzado el 13 de marzo de 2020.

## Lista de canciones
| La dirección de tu suerte |                             |                                                |                             |          |  |
| N.º                       | Título                      | Escritor(es)                                   | Productor(es)               | Duración |  |
| 1.                        | «Desperté»                  | Miriam Rodríguez, Patrick Mascall, Paul Barry  | Rodríguez                   | 4:03     |  |
| 2.                        | «Que hablen»                | Rodríguez                                      | Nick Atkinson, Edd Holloway | 4:07     |  |
| 3.                        | «No vuelvas»                | Rodríguez, Marco Mares                         | Atkinson, Holloway          | 2:52     |  |
| 4.                        | «Home»                      | Rodríguez, Nicky Mac, Scott Quinn, Jake Rommer | Rodríguez, Ludovico Vagnone | 3:52     |  |
| 5.                        | «Esa»                       | Rodríguez                                      | Armando Ávila               | 3:32     |  |
| 6.                        | «No fui yo»                 | Rodríguez                                      | Atkinson, Holloway          | 3:37     |  |
| 7.                        | «De vez en cuando»          | Rodríguez                                      | Rodríguez, Vagnone          | 3:37     |  |
| 8.                        | «No sé quién soy»           | Rodríguez, Mascall, Barry                      | Rodríguez                   | 3:27     |  |
| 9.                        | «Dos extraños en la ciudad» | Rodríguez, Juan Alberto Solís                  | Pablo Cebrián               | 3:04     |  |
| 10.                       | «Alone With You»            | Rodríguez, Mascall, Barry                      | Rodríguez, Vagnone          | 3:31     |  |
| 35:47                     |                             |                                                |                             |          |  |

## Personal
Vocales
- Miriam Rodríguez – voz principal

Producción
- Miriam Rodríguez – producción (pistas 1, 4, 7, 8, 10)
- Nick Atkinson – producción (pistas 2, 3, 6)
- Edd Holloway – producción (pistas 2, 3, 6)
- Ludovico Vagnone – producción (pistas 4, 7, 10)
- Armando Ávila – producción (pista 5)
- Emilio Ávila – producción (pista 5)
- Pablo Cebrián – producción (pista 9)

## Posicionamiento en listas
Posiciones obtenidas por La dirección de tu suerte
| País   | Lista           | Máxima posición |
| ------ | --------------- | --------------- |
| España | Top 100 Álbumes | 2               |

Posiciones obtenidas por canciones del álbum
| Canción    | País   | Máxima posición |
| ---------- | ------ | --------------- |
| Desperté   | España | 31              |
| No vuelvas | España | 30              |

## Historial de lanzamiento
| Región | Fecha                 | Formato                     | Discográfica           |
| ------ | --------------------- | --------------------------- | ---------------------- |
| Mundo  | 3 de abril de 2020    | descarga digital, streaming | Universal Music España |
| Mundo  | 16 de octubre de 2020 | CD                          | Universal Music España |